# Synagoga w Grudziądzu
Synagoga w Grudziądzu – nieistniejąca obecnie główna synagoga gminy żydowskiej w Grudziądzu, znajdująca się przy placu Niepodległości.
Synagoga została zbudowana w latach 1844–1847. Synagoga została zburzona przez hitlerowców zaraz na początku II wojny światowej.
Murowany budynek synagogi wzniesiono na planie prostokąta, w stylu neogotyckim. Na środku fasady głównej znajdowało się wielkie półokrągle zakończone okno. Po bokach znajdowały się wejścia. Całość wieńczyły dwie prostopadłościenne wieże. Wewnątrz znajdowała się obszerna, prostokątna główna sala modlitewna, do której wchodziło się przez przedsionek. 